# Polygrammodes baeuscalis
Polygrammodes baeuscalis là một loài bướm đêm trong họ Crambidae.